# Atrometoides nigerrimus
Atrometoides nigerrimus is een insect dat behoort tot de orde vliesvleugeligen (Hymenoptera) en de familie van de gewone sluipwespen (Ichneumonidae). De wetenschappelijke naam van de soort werd voor het eerst geldig gepubliceerd door Hellen in 1949.
1. ↑  (en) Atrometoides nigerrimus op de IUCN Red List of Threatened Species.